# Charles Ruthenberg

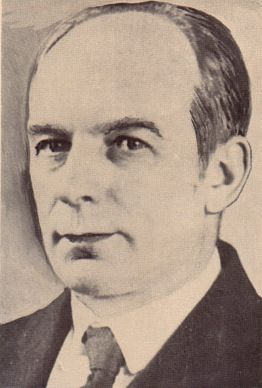
Charles Ruthenberg 1924

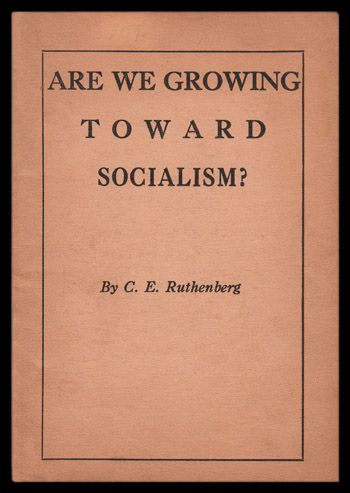
Ruthenbergs erste politische Schrift, 1917

Charles Emil Ruthenberg (* 9. Juli 1882 in Cleveland, Ohio, USA; † 2. März 1927 in Chicago, Illinois) wurde bekannt als Gründer der Kommunistischen Partei der USA.

## Leben
Ruthenberg wurde in Cleveland im US-Bundesstaat Ohio geboren. Er war der Sohn eines deutschen Einwanderers aus Preußen, der sich als Hafenarbeiter in Amerika verdingte. Er schrieb sich 1903 an der Columbia University ein, wo er mit anarchistischen Gruppierungen in Berührung kam und Mitglied eines radikalen Flügels der Sozialistischen Partei Amerikas wurde. Während dieser Zeit wurde Ruthenberg ein sehr eifriger Verfasser von Flugschriften und war Vorsitzender einer Gruppe von Studenten, die aktiv die Wahl von Eugene Debs zum Präsidenten im Jahr 1904 unterstützten. 1909 machte Ruthenberg seinen Abschluss an der Columbia Law School und war aktiv als Verfasser von Flugschriften und Aktivist in der Sozialistischen Partei. Zwischen 1910 und 1919 verweilte er in vielen Städten im Nordosten und Mittelwesten der USA, wo er mit Arbeitervereinigungen, Gewerkschaftsfunktionären und pazifistischen Gruppierungen in Verbindung trat. 1916 trat er als Kandidat für die Sozialistische Partei für den Senat von Ohio und 1917 als Bürgermeister von Cleveland an.
Er wurde 1917 mit Alfred Wagenknecht und Charles Baker wegen Behinderung der Anmeldung für das Ausrufen eines Generalstreiks, der gegen den Eintritt der USA in den Ersten Weltkrieg gerichtet war, zu einem Jahr Haft verurteilt. Debs’ Rede bei einer Massenveranstaltung in Canton, Ohio, die den Krieg und die Verfolgung von Ruthenberg, Wagenknecht und Baker verurteilte, führte schließlich zu seiner erneuten Verurteilung wegen der Verletzung des Spionagegesetzes. Ruthenberg wurde 1919 während der Maikrawalle in Cleveland wegen des Verdachts auf einen „Angriff mit der Absicht zu töten“ verhaftet. 
Er leitete eine der beiden Gruppen, die sich von der Sozialistischen Partei Amerikas im Jahr 1919 abgespalten hatten und später auf Befehl der Komintern bei der Verschmelzung zur Kommunistischen Partei der USA beteiligt war. Die Gruppe, der er vorsaß, war vor der Verschmelzung unter dem Namen Kommunistische Partei Amerikas bekannt und wurde von den ausländischen Verbänden dominiert, die zu dieser Zeit die meisten Mitglieder in der Kommunistischen Partei der USA stellten. Die erzwungene Verschmelzung beendete jedoch nicht die Rivalitäten zwischen den beiden Gruppen. Ruthenberg und sein Unterstützer Jay Lovestone lagen im Streit mit der rivalisierenden Gruppierung, die von William Z. Foster geführt wurde, welcher gute Verbindungen zu organisierten Arbeitern hatte und der die Parteiarbeit für die amerikanische Arbeiterklasse führen wollte und James P. Cannon, der die International Labor Defense leitete.

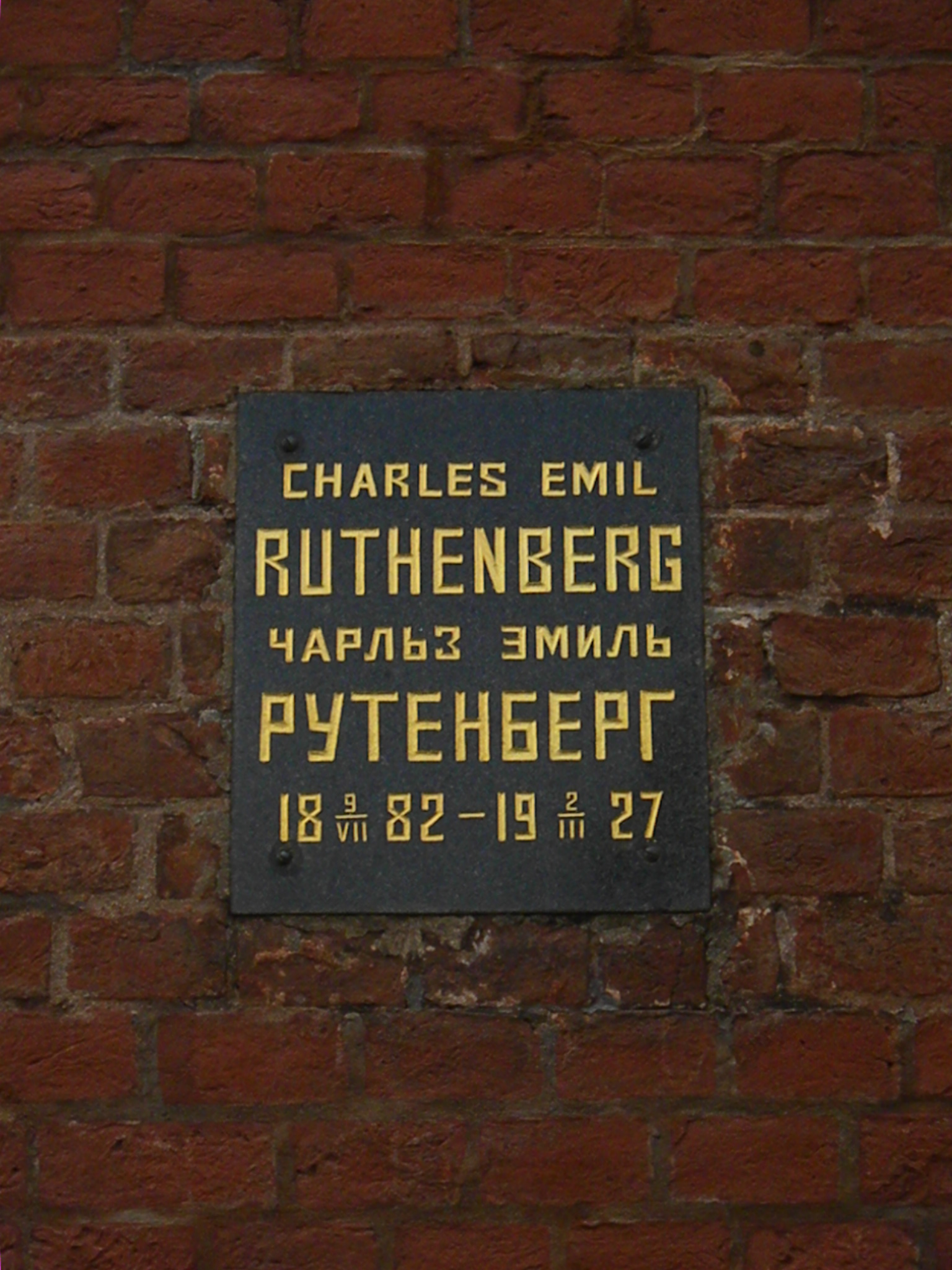
Urnengrab von Charles Ruthenberg an der Kremlmauer in Moskau

Ruthenberg, seine Frau und ihr Sohn Daniel reisten von 1921 bis 1924 in die Sowjetunion, wo er in einer Fabrik für Traktoren und Agrarausrüstungen in Moskau arbeitete. Er studierte außerdem noch Russisch an der Staatlichen Moskauer Universität. Nach seiner Rückkehr in die Vereinigten Staaten versuchte er vergeblich, als Kandidat für die Arbeiterpartei einen Sitz im Repräsentantenhaus der Vereinigten Staaten für Ohio zu gewinnen. 1925 ordnete der Repräsentant der Komintern Sergei Gussew an, dass sich die starke Parteigruppe um Foster der Kontrolle durch die Parteigruppe von Ruthenberg unterordnen sollte; Foster gab schließlich nach. Die innerparteilichen Kämpfe in der Kommunistischen Partei der USA hörten aber nicht auf. Die kommunistische Führung der New Yorker International Ladies’ Garment Worker’s Union verlor 1926 den Streik der Verpackungsindustrie in New York City zu großen Teilen wegen der innerparteilichen Rivalitäten in den Parteigruppen.
Ruthenbergs sterbliche Überreste wurden wie diejenigen seines früheren Rivalen John Reed an der Kremlmauer in Moskau beigesetzt.